# Geonoma irena
Geonoma irena là loài thực vật có hoa thuộc họ Arecaceae. Loài này được Borchs. mô tả khoa học đầu tiên năm 1996.